# María Carlé
María Lourdes Carlé (* 10. Februar 2000 in Daireaux) ist eine argentinische Tennisspielerin.

## Karriere
Carlé, die am liebsten auf Sandplätzen spielte, begann im Alter von sechs Jahren mit dem Tennis. Sie spielt vor allem auf der ITF Women’s World Tennis Tour, wo sie bislang 13 Titel im Einzel und fünf im Doppel gewinnen konnte. Im Dezember 2023 konnte sie in Buenos Aires ihr erstes und in der Folgewoche in Montevideo gleich ihr zweites WTA-Challenger-Turnier gewinnen.
Im Jahr 2016 spielte Carlé erstmals für die argentinische Billie-Jean-King-Cup-Mannschaft; ihre Billie-Jean-King-Cup-Bilanz weist bislang fünf Siege bei vier Niederlagen aus.

## Turniersiege

### Einzel
| Nr. | Datum              | Turnier             | Kategorie      | Belag     | Finalgegnerin          | Ergebnis       |
| --- | ------------------ | ------------------- | -------------- | --------- | ---------------------- | -------------- |
| 1.  | 16. September 2017 | Buenos Aires        | ITF $15.000    | Sand      | Stephanie Mariel Petit | 2:6, 6:2, 7:65 |
| 2.  | 18. März 2018      | São José dos Campos | ITF $15.000    | Sand      | Victoria Bosio         | 7:5, 1:6, 6:2  |
| 3.  | 16. Juni 2019      | Wesley Chapel       | ITF W15        | Sand      | Victoria Emma          | 6:3, 6:1       |
| 4.  | 22. September 2019 | Buenos Aires        | ITF W15        | Sand      | Julieta Lara Estable   | 6:4, 7:65      |
| 5.  | 16. Februar 2020   | Cancún              | ITF W15        | Hartplatz | Dasha Ivanova          | 6:4, 6:0       |
| 6.  | 18. Oktober 2020   | Monastir            | ITF W15        | Hartplatz | Weronika Falkowska     | 6:3, 2:6, 6:1  |
| 7.  | 1. November 2020   | Monastir            | ITF W15        | Hartplatz | Weronika Falkowska     | 6:4, 6:3       |
| 8.  | 6. Juni 2021       | Santo Domingo       | ITF W25        | Hartplatz | Conny Perrin           | 6:4, 6:0       |
| 9.  | 22. Mai 2022       | Pelham              | ITF W60        | Sand      | Elvina Kalieva         | 6:1, 6:1       |
| 10. | 14. Mai 2023       | Båstad              | ITF W25        | Sand      | İpek Öz                | 6:4, 6:3       |
| 11. | 21. Mai 2023       | Bodrum              | ITF W60        | Sand      | Irina Bara             | 6:4, 6:4       |
| 12. | 24. September 2023 | Pazardzhik          | ITF W40        | Sand      | Çağla Büyükakçay       | 6:1, 6:2       |
| 13. | 28. Januar 2024    | Vero Beach          | ITF W75+H      | Sand      | Gabriela Lee           | 6:4, 7:64      |
| 14. | 7. April 2024      | La Bisbal d’Empordà | WTA Challenger | Sand      | Rebeka Masarova        | 3:6, 6:1, 6:2  |

### Doppel
| Nr. | Datum              | Turnier               | Kategorie      | Belag     | Partnerin             | Finalgegnerinnen                           | Ergebnis         |
| --- | ------------------ | --------------------- | -------------- | --------- | --------------------- | ------------------------------------------ | ---------------- |
| 1.  | 15. September 2017 | Buenos Aires          | ITF $15.000    | Sand      | Emily Appleton        | Julieta Lara Estable Melina Ferrero        | 6:3, 6:1         |
| 2.  | 22. Februar 2020   | Cancún                | ITF W15        | Hartplatz | Thaisa Grana Pedretti | Kendra Bunch Katarina Kozarov              | kampflos         |
| 3.  | 16. Oktober 2021   | Lima                  | ITF W25        | Sand      | Laura Pigossi         | María Paulina Pérez García Jessica Plazas  | 6:1, 6:1         |
| 4.  | 27. November 2021  | Brasília              | ITF W60        | Sand      | Carolina Alves        | Walerija Strachowa Olivia Tjandramulia     | 6:2, 6:1         |
| 5.  | 12. Februar 2022   | San Miguel de Tucumán | ITF W25        | Sand      | Julieta Lara Estable  | Nicole Fossa Huergo Noelia Zeballos Melgar | 3:6, 6:0, [10:7] |
| 6.  | 3. Dezember 2023   | Buenos Aires          | WTA Challenger | Sand      | Despina Papamichail   | María Paulina Pérez García Sofia Sewing    | 6:3, 4:6, 11:9   |
| 7.  | 9. Dezember 2023   | Montevideo            | WTA Challenger | Sand      | Julia Riera           | Freya Christie Yuliana Lizarazo            | 7:65, 7:5        |
| 8.  | 29. März 2025      | Antalya               | WTA Challenger | Sand      | Simona Waltert        | Maja Chwalińska Anastasia Dețiuc           | 3:6, 7:5, [10:3] |